# Charles Sturt University
Die Charles Sturt University (CSU) ist eine staatliche Universität in Australien, die auf neun Standorte verteilt sind (hauptsächlich im ländlichen Teil von New South Wales, aber auch in Victoria und im Australian Capital Territory). Sie entstand im Jahr 1989 aus dem Zusammenschluss mehrerer Colleges und ist nach dem britischen Entdecker Charles Sturt benannt.
Die CSU ist bekannt für ihr großes Fernunterricht-Angebot und zählt in diesem Bereich zu den führenden Anbietern landesweit. Einen guten Ruf erworben hat sich die CSU in den Bereichen Medien und Kommunikation, Kunst, Weinbau (National Wine and Grape Research Centre), Landwirtschaft, Krankenpflege, Radiografie, Didaktik und Rechnungswesen. Die Universität besitzt einen eigenen Weinberg, auf dem preisgekrönte Weine produziert werden.

## Standorte
Die Universität hat mit Stand 2022 folgende sechs Hauptstandorte:
- Albury-Wodonga
- Bathurst
- Dubbo
- Orange
- Port Macquarie
- Wagga Wagga

Sie befinden sich – mit Ausnahme von Wodonga, das sich im Bundesstaat Victoria befindet – alle im Bundesstaat New South Wales.
Außerdem gibt es noch die drei Standorte für spezielle Studienbereiche:
- Canberra (Australian Capital Territory), Theologie
- Goulburn (New South Wales), Polizeiausbildung
- Parramatta (gehört zur Metropolregion von Sydney, New South Wales), Theologie

Aus früher in Zusammenarbeit betriebenen Studienzentren in Melbourne, Sydney und Brisbane (Queensland) hat sich die CSU zurückgezogen.

## Zahlen zu den Studierenden und den Mitarbeitern
2020 waren 43.287 Studierende eingeschrieben (2016: 42.908, 2017: 44.129, 2018: 43.350, 2019: 43.469). 2006 waren es über 33.000 gewesen. Die CSU zählt über 180.000 Personen zu ihren Ehemaligen (Alumni).
Von den 1.835 Mitarbeitern 2020 arbeiteten 1546 in Vollzeit und 289 in Teilzeit.